# Ctenoplusia epargyra
Ctenoplusia epargyra är en fjärilsart som beskrevs av Claude Dufay 1968. Ctenoplusia epargyra ingår i släktet Ctenoplusia och familjen nattflyn. Inga underarter finns listade i Catalogue of Life.